# Pengasih
Pengasih ist ein Distrikt (Kecamatan) im Regierungsbezirk (Kabupaten) Kulon Progo der Sonderregion Yogyakarta im Süden der Insel Java. Der Kecamatan liegt im Südosten des Kabupaten und grenzt im Südwesten an den Kecamatan Temon, im Westen an Kokap, im Norden an Girimulyo, im Nordosten an Nanggulan, im (Süd)osten an Sentolo sowie im Süden an Wates und Panjatan. Ende 2021 zählte der Distrikt 52.529 Einwohner auf 56,81 km² Fläche.

## Verwaltungsgliederung
Der Kecamatan (auch Kapanewon genannt) gliedert sich in sieben ländliche Dörfer (Desa):
| PUM-Code 1    | Desa          | Fläche (km²) | Bevölkerung zur Volkszählung 2 | Bevölkerung zur Volkszählung 2 | Bevölkerung zur Volkszählung 2 | Bevölkerung zur Volkszählung 2 | Bevölkerung zur Volkszählung 2 | Bevölkerung zur Volkszählung 2 | Pend./ Dusun 4 | RW/ RT 5 |
| PUM-Code 1    | Desa          | Fläche (km²) | 002000                         | 002010                         | Männer                         | Frauen                         | 2020                           | Dichte 3                       | Pend./ Dusun 4 | RW/ RT 5 |
| ------------- | ------------- | ------------ | ------------------------------ | ------------------------------ | ------------------------------ | ------------------------------ | ------------------------------ | ------------------------------ | -------------- | -------- |
| 34.01.07.2001 | Tawangsari    | 3,89         | 4.200                          | 4.379                          | 2.423                          | 2.457                          | 4.880                          | 1.253,7                        | 13             | 26/52    |
| 34.01.07.2002 | Karangsari    | 11,70        | 8.699                          | 9.289                          | 5.378                          | 5.599                          | 10.977                         | 938,3                          | 12             | 30/68    |
| 34.01.07.2003 | Kedungsari    | 6,28         | 3.809                          | 4.058                          | 2.166                          | 2.348                          | 4.514                          | 718,9                          | 9              | 18/37    |
| 34.01.07.2004 | Margosari     | 5,34         | 5.076                          | 5.483                          | 3.233                          | 3.318                          | 6.551                          | 1.226,9                        | 8              | 18/36    |
| 34.01.07.2005 | Pengasih      | 6,77         | 7.308                          | 8.704                          | 5.145                          | 5.172                          | 10.317                         | 1.524,5                        | 13             | 29/69    |
| 34.01.07.2006 | Sendangsari   | 12,78        | 7.836                          | 8.562                          | 4.864                          | 5.092                          | 9.956                          | 779,1                          | 10             | 25/47    |
| 34.01.07.2007 | Sidomulyo     | 14,91        | 4.748                          | 4.700                          | 2.611                          | 2.708                          | 5.319                          | 356,8                          | 13             | 27/56    |
| 34.01.07      | Kec. Pengasih | 61,66        | 41.676                         | 45.175                         | 25.820                         | 26.694                         | 52.514                         | 851,6                          | 78             | 173/365  |

## Demographie
Grobeinteilung der Bevölkerung nach Altersgruppen (zum Zensus 2020)
| Altersgruppen | 00Männer | 00Frauen | zusammen |
| ------------- | -------- | -------- | -------- |
| 0 – 14        | 5.599    | 5.428    | 11.027   |
| 15 – 64       | 17.592   | 17.991   | 35.583   |
| 65+           | 2.629    | 3.275    | 5.904    |
| gesamt        | 25.820   | 26.694   | 52.514   |
| anteilig (%)  |          |          |          |
| 0 – 14        | 21,68    | 20,33    | 21,00    |
| 15 – 64       | 68,13    | 67,40    | 67,76    |
| 65+           | 10,18    | 12,27    | 11,24    |

### Bevölkerungsentwicklung
In den Ergebnissen der sieben Volkszählungen seit 1961 ist folgende Entwicklung ersichtlich:
| Einheit/Jahr     | 1961         | 1971         | 1980         | 1990         | 2000         | 2010         | 2020         |
| ---------------- | ------------ | ------------ | ------------ | ------------ | ------------ | ------------ | ------------ |
| Kec. Pengasih    | 35.023       | 37.825       | 39.566       | 40.338       | 41.676       | 45.175       | 52.514       |
| Anteil in %      | 1,57         | 1,52         | 1,44         | 1,38         | 1,34         | 1,31         | 1,43         |
| Kab. Kulon Progo | 337.127      | 370.629      | 380.685      | 372.309      | 370.944      | 388.869      | 436.395      |
| Sonderregion DIY | 00 2.231.062 | 00 2.487.177 | 00 2.750.025 | 00 2.912.611 | 00 3.120.478 | 00 3.457.491 | 00 3.66.8719 |